# فهرست جنگ‌های سپاه قدس
در زیر فهرستی از جنگ‌های مربوط به نیروی قدس سپاه پاسداران انقلاب اسلامی آمده است. این واحد یک نیروی ویژه است که مسئول عملیات‌های برون‌مرزی را برعهده دارد.

## جنگ‌ها
- جنگ ایران و عراق
- جنگ ۱۹۸۲ لبنان
- درگیری جنوب لبنان (۱۹۸۵–۲۰۰۰)
- جنگ بوسنی
- جنگ در افغانستان (۲۰۲۱–۲۰۰۱)
- جنگ عراق
- جنگ ۲۰۰۶ اسرائیل و لبنان
- درگیری اسرائیل و غزه
- جنگ داخلی سوریه
  - مداخله ایران در جنگ داخلی سوریه
- جنگ با داعش
  - مداخله ایران در عراق (۲۰۱۴–اکنون)
- مداخله به رهبری عربستان سعودی در جنگ داخلی یمن (ادعایی)

## نبردها
| نام                    | تاریخ                         | نیروی مخالف                                 | موقعیت                 | عملیات          | نتیجه          |
| ---------------------- | ----------------------------- | ------------------------------------------- | ---------------------- | --------------- | -------------- |
| نبرد هرات              | ۱۲ نوامبر ۲۰۰۱                | طالبان                                      | هرات                   | جنگ افغانستان   | پیروزی         |
| حمله به کربلا (ادعایی) | ۲۰ ژانویه ۲۰۰۷                | ایالات متحده آمریکا                         | کربلا                  | جنگ عراق        | پیروزی تاکتیکی |
| حمله به قصیر           | ۴ آوریل–۸ ژوئن ۲۰۱۳           | ارتش آزاد سوریه · جبهه النصره               | قصیر                   | جنگ داخلی سوریه | پیروزی قاطع    |
| محاصره آمرلی           | ۱۱ ژوئن–۳۱ اوت ۲۰۱۴           | داعش                                        | آمرلی                  | جنگ با داعش     | پیروزی         |
| عملیات عاشورا          | ۲۴–۲۶ اکتبر ۲۰۱۴              | داعش                                        | جرف النصر              | جنگ با داعش     | پیروزی         |
| نبرد بیجی              | ۲۹ اکتبر ۲۰۱۴ – ۲۲ اکتبر ۲۰۱۵ | داعش                                        | بیجی                   | جنگ با داعش     | پیروزی قاطع    |
| حمله به جنوب سوریه     | ۷ فوریه–۱۳ مارس ۲۰۱۵          | ارتش آزاد سوریه · جبهه اسلامی · جبهه النصره | درعا، ریف دمشق، قنیطره | جنگ داخلی سوریه | پیروزی/بن‌بست   |
| نبرد دوم تکریت         | ۲ مارس–۱۷ آوریل ۲۰۱۵          | داعش                                        | تکریت                  | جنگ با داعش     | پیروزی قاطع    |